# Десет мученика на Криту
Светих десет мученика на Криту су хришћански светитељи. Страдали су због вере у Христа за време гоњења хришћана током владавине Декија Трајана, око 250. године. Њихова су имена: Теодул, Сатурнин, Евпор, Геласије, Евникијан, Зотик, Помпије, Авгатопус, Василид и Еварест.
Сви су били угледни и часни грађани. После 30 дана мучења су изведени на губилиште. Када су изведени на губилиште били су веома радосни и препирали су се ко ће од њих први бити посечен, јер је свако од њих желео да први буде погубљен. Пре погубљења сви заједно су се помолили:
Прости, Господе, слугама Твојим, и прими изливену крв нашу за нас, за сроднике наше и пријатеље и за све отечество, да се сви ослободе од таме незнања и Тебе познаду, истиниту светлост, о Царе вечни!
После разних мучења су свима одсекли главе. Када су џелати отишли, хришћани су их сахранили.
Када је престало гоњење хришћана, Павле, епископ града Гортина, је допутовао са Крита у Цариград и добио дозволу да пренесе тела мученика из места Алонијум, где су били сахрањени, у Гортину. Када су њихове мошти премештане, присутни су видели да су остале непромењене. 
Српска православна црква слави их 23. децембра по црквеном, а 5. јануара по грегоријанском календару.